# Vrútky
Vrútky (em alemão: Ruttek; húngaro: Ruttka) é uma cidade da Eslováquia, situada no distrito de Martin, na região de Žilina. Tem 18,66 km² de área e sua população em 2018 foi estimada em 7.762 habitantes.

## Demografia
| Ano:        | 1994 | 2004   | 2014   | 2024   |
| ----------- | ---- | ------ | ------ | ------ |
| Broj ljudi: | 7344 | 7275   | 7666   | 7397   |
| Razlika:    |      | -0,93% | +5,37% | -3,50% |

| Ano:               | 2023 | 2024   |
| ------------------ | ---- | ------ |
| Número de pessoas: | 7399 | 7397   |
| Diferença:         |      | -0,02% |